# Orate fratres

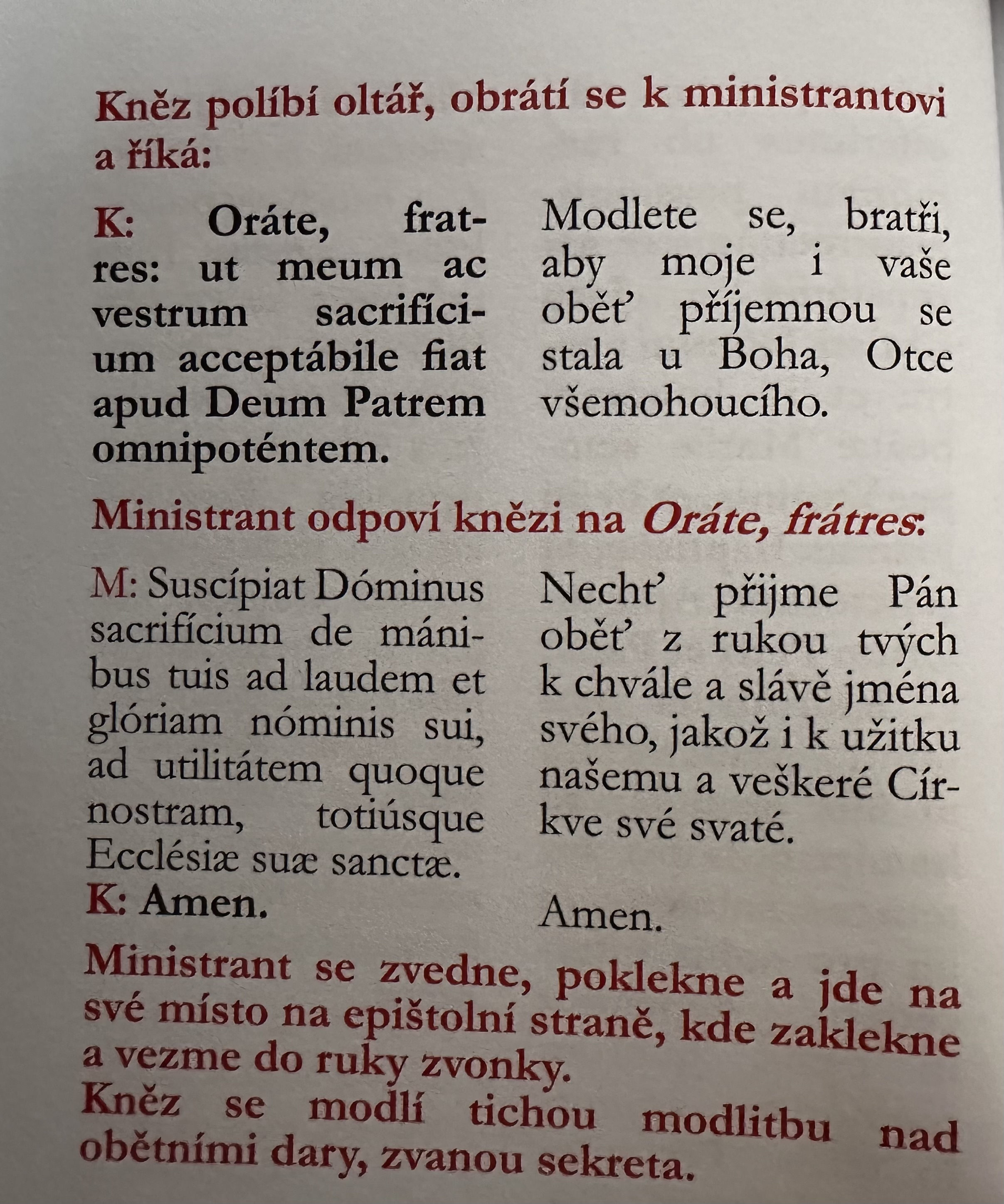
Orate fratres (misálek s rubrikami-pokyny pro ministranty a doslovným českým překladem)

Orate fratres (česky modlete se bratři) je latinská výzva (incipit) k modlitbě během římskokatolické mše nebo anglikánské liturgie.

## Charakteristika
Výzva Orate fratres při tradiční latinské mši (forma extraordinaria), nebo modlete se bratři při mši Pavla VI. v národním jazyce (forma ordinaria) následuje po přípravě mešních darů, přednášená celebrantem, na kterou mu odpovídají ministrant (a věřící). Po orate fratres následuje při latinské tradiční mši modlitba zvaná sekreta, při mši Pavla VI. následuje přímo eucharistická modlitba.

## Text

### Tradiční římský ritus
| Latinsky ℣:Orate, fratres, ut meum ac vestrum sacrificium acceptabile fiat apud Deum Patrem omnipotentem. ℟:Suscipiat Dominus sacrificium de manibus tuis, ad laudem et gloriam nominis sui, ad utilitatem quoque nostram, totiusque Ecclesiae suae sanctae. |  | Česky ℣:Modlete se, bratři, aby Bůh, Otec všemohoucí přijal mou i vaši oběť ℟:Kéž Pán přijme oběť z tvých rukou ke chvále a slávě svého jména k užitku našemu, i celé své církve. |

### Mše Pavla VI.
Při mši Pavla VI. se může místo zvolání Modlete se, bratři (a sestry), užít: Modleme se, aby Bůh přijal oběť své církve. Užívá se zkrácený text v odpovědi ministranta (věřících). 
℣:Modlete se, bratři (a sestry),
aby se má i vaše oběť
zalíbila Bohu, Otci všemohoucímu.
℟:Ať ji přijme ke své slávě
a k spáse světa.